# Regnitzlosau
 (août 2024).
Si vous disposez d'ouvrages ou d'articles de référence ou si vous connaissez des sites web de qualité traitant du thème abordé ici, merci de compléter l'article en donnant les références utiles à sa vérifiabilité et en les liant à la section « Notes et références ».
Regnitzlosau est une commune de Haute-Franconie, dans l'arrondissement de Hof, en Bavière (Allemagne).
À 500 mètres au sud-est du village de Mittelhammer, situé à 4 km au nord-est de Regnitzlosau, se trouvait l’ancien tripoint regroupant la frontière intérieure allemande et celle de l'ex-Tchécoslovaquie.